# 高屋バイパス
高屋バイパス（たかやバイパス）は、岡山県井原市の大江町から下出部町〔しもいずえ〕一丁目に至る国道313号（国道486号重複）のバイパス道路である。全線が都市計画道路3・4・2号青木境森線の一部に指定されている。

## 概要
岡山県井原市大江町の広島県境より広島県福山市神辺町大字上御領の神辺バイパスこと都市計画道路3・3・273号神辺高屋線が、高屋バイパスこと都市計画道路3・4・2号青木境森線に変わり、井原市下出部町の下出部中央交差点にて国道313号（国道486号重複）の現道に接続する。建設当初は、下出部中央交差点から更に北東に進み、井原市笹賀町二丁目で現道と接続する形となっていたが、高屋大橋東交差点（井原市下出部町）から井原市笹賀町二丁目に直接向かっていた現道が、高屋駅周辺土地区画整理事業によって下出部中央交差点経由に付け替えられたため、バイパス区間が短縮された。また、本バイパスの大部分は、井原市施行の高屋駅周辺土地区画整理事業により整備された延長 2.6 km （井原市高屋町一丁目 - 井原市笹賀町二丁目）の区間により構成され、岡山県が高屋西大橋を一般国道313号井原拡幅（井原市大江町 - 井原市井原町）として建設し、広島県側の神辺バイパスと接続するまでの間は、井原市が市道として管理していた。

### 路線データ
- 起点：岡山県井原市大江町 「広島県境」
- 終点：岡山県井原市下出部町一丁目 「下出部中央交差点」 （国道313号〔国道486号重複〕 交点）
- 車線数：4車線
- 管理者：岡山県備中県民局

## 歴史

### 年表
- 1965年（昭和40年）7月10日 - 建設省告示1782号により都市計画道路3・4・2号青木境森線として都市計画決定。[5]
- 1974年（昭和49年）4月23日 - 岡山県告示494号により高屋駅周辺土地区画整理事業が都市計画決定。[2]
- 1989年（平成元年）1月19日 - 高屋川大橋が開通。[6]
- 1998年（平成10年）2月3日 - 岡山県告示59号により高屋駅周辺土地区画整理事業が都市計画変更。[2]
- 2003年（平成15年）4月1日 - 道路の管理者が井原市から岡山県に移行する。[4]

## 路線状況

### 事業名
- 都市計画道路3・4・2号青木境森線
  - 井原市東江原町の青木交差点から井原市大江町の広島県境（神辺バイパス）に至る延長 8.410 km[5]の都市計画道路。国道486号単独区間の井原市東江原町 - 井原市井原町と、高屋バイパスを含む国道313号（国道486号重複）の井原市井原町 - 井原市大江町間で構成される[1]。幅員 20 m、1965年（昭和40年）7月10日に都市計画決定（建設省告示1782号）、1996年（平成8年）3月5日に都市計画変更（岡山県告示153号）[5]。
- 高屋駅周辺土地区画整理事業（たかやえきしゅうへん とちくかくせいりじぎょう）
  - 井原鉄道井原線子守唄の里高屋駅の周辺一帯 117.7 ha における土地区画整理の事業名で、事業主体は井原市[2]。
- 一般国道313号井原拡幅（いっぱんこくどう313ごう いばらかくふく）
  - 一般国道313号井原拡幅は、井原市大江町から井原市井原町に至る延長 1.83 km の区間の事業名で、岡山県が事業主体となり、1998年（平成10年）度に事業化し、1999年（平成11年）に用地着手、2000年（平成12年）に工事着手、幅員 13.0 （25.0） m、全体事業費は67億円[3][7]。2012年（平成24年）5月末に完成[8]。

### 道路施設
- 高屋西大橋  （井原市大江町 - 井原市高屋町一丁目）
  - 高屋川に架かる。
- 高屋川大橋  （井原市高屋町五丁目 - 井原市下出部町二丁目）
  - 高屋川に架かる全長 198.52 m（うち橋梁部 26.25 m）、コンクリート橋。幅員 18 m（4車線）、両側歩道、総事業費は2億3,400万円。1989年（平成元年）1月19日に上流の「二の川橋」と同時開通。[6]

## 地理

### 通過する自治体
- 岡山県
  - 井原市

### 通過する地域
- 井原市
  - 大江町 - 高屋町五丁目 - 下出部町二丁目 - 下出部町一丁目

### 交差する道路
- 都市計画道路3・5・10号滝山線 （井原市高屋町五丁目）
- 都市計画道路3・5・11号学校通り線 （井原市高屋町五丁目）
- 岡山県道・広島県道3号井原福山港線 （井原市高屋町五丁目）
- 都市計画道路3・4・12号高屋駅前通線 （井原市高屋町五丁目）
- 都市計画道路3・4・13号出部大江線 （井原市下出部町二丁目）
- 国道313号（国道486号重複） 現道， 都市計画道路3・5・8号館跡境森線 （井原市下出部町一丁目 「下出部中央交差点」）